# Chrissy Gephardt
Chrissy Gephardt est une travailleuse sociale américaine.

## Biographie
Chrissy Gephardt est la fille de Richard Gephardt, ancien représentant de l'État du Missouri au Congrès américain et candidat à l'investiture démocrate pour la présidence des États-Unis en 1988 et 2004,.
Elle a acquis une certaine notoriété lorsque la chaîne télé NBC avait décidé d'annoncer qu'elle était lesbienne. Elle était mariée depuis un an avant qu'elle ne se soit tombée amoureuse d'Amy Loder, sa partenaire actuelle. Par la suite, elle a fait la couverture du journal The Advocate.
Contrairement à certains pronostics, l'annonce de l'orientation sexuelle de sa fille n'a pas nui à la campagne de Dick Gephardt. De plus, Chrissy Gephardt a essayé de promouvoir son père auprès des groupes homosexuels des États-Unis.